# Blastocrithidia
Blastocrithidia es un género de protista flagelado parásito perteneciente a la familia Trypanosomatidae. Es un parásito monoxeno de insectos heterópteros, que habita principalmente en su intestino posterior y glándulas.

## Características
Blastocrithidia se caracteriza por formas morfológicas de epimastigotes, mientras que opistomastigotes y endomastigotes son características exclusivas de los géneros Herpetomonas y Wallaceina, respectivamente. Blastocrithidia también puede producir quistes resistentes. Además de en Blastocrithidia, los tripanosomátidos de huésped único de insectos hemípteros y dípteros han sido asignados a los géneros Crithidia, Leptomonas, Herpetomonas, Rhynchoidomonas y Wallaceina,

## Sistemática
La etimología del nombre del género Blastocrithidia deriva de las dos palabras griegas antiguas βλαστός (blastós), que significa "brote, vástago, hijo o descendiente", y κριθίδιον (krithídion), que significa "pequeño grano de cebada",
El género incluye las siguientes especies.
- Blastocrithidia caliroae Lipa, Carl & Valentine 1977
- Blastocrithidia cyrtomeni Caicedo et al. 2011
- Blastocrithidia euschisti Hanson y McGhee
- Blastocrithidia familiaris Tieszen et al. 1986
- Blastocrithidia gerridis (Patton 1908) Laird
- Blastocrithidia largi Maslov y Lukes 2010
- Blastocrithidia leptocoridis (McCulloch 1915)
- Blastocrithidia miridarum Podlipaev y Frolov 1987
- Blastocrithidia papi Frolov y Kostygov, 2016
- Blastocrithidia raabei Lipa 1966
- Blastocrithidia triatomae Cerisola et al. 1971
- Blastocrithidia vagoi Tuzet & Laporte 1965
- Blastocrithidia sin parar Votýpka & Lukeš, sp. nov.

## Genómica

### Código genético
Blastocrithidia utiliza en su genoma nuclear un código genético alternativo caracterizado por los tres codones de parada canónicos reasignados a codones de sentido.
| Código genético         | Tabla de traducción | Codón de ADN | Codón de ARN | Traducción condicional | Traducción condicional | Traducción condicional |  | Traducción |
| ----------------------- | ------------------- | ------------ | ------------ | ---------------------- | ---------------------- | ---------------------- |  | ---------- |
| Blastocrithidia nuclear | 31                  | TAA          | UAA          | Ter (*)                | or                     | Glu (E)                |  | Ter (*)    |
| Blastocrithidia nuclear | 31                  | TAG          | UAG          | Ter (*)                | or                     | Glu (E)                |  | Ter (*)    |
| Blastocrithidia nuclear | 31                  | TGA          | UGA          | Trp (W)                | Trp (W)                | Trp (W)                |  | Ter (*)    |

| Propiedades bioquímicas de los aminoácidos. | no polar | polar | básico | ácido |  | Terminación: codón de terminación |